# Durand (Wisconsin)
Durand é uma cidade localizada no estado norte-americano de Wisconsin, no Condado de Pepin.

## Demografia
Segundo o censo norte-americano de 2000, a sua população era de 1968 habitantes.
Em 2006, foi estimada uma população de 1880, um decréscimo de 88 (-4.5%).

## Geografia
De acordo com o United States Census Bureau tem uma área de
4,4 km², dos quais 4,1 km² cobertos por terra e 0,3 km² cobertos por água.

## Localidades na vizinhança
O diagrama seguinte representa as localidades num raio de 28 km ao redor de Durand.